# Theodor Fuchs (Politiker)
Gottlob Constantin Hermann Gustav Moritz Theodor Fuchs (* 24. August 1861 in Darmstadt; † 23. September 1933 in Jena) war ein deutscher Verwaltungsjurist und Politiker. Von 1912 bis 1922 war er Oberbürgermeister von Jena.

## Leben und Wirken
Theodor Fuchs wurde 1885 in Darmstadt mit der Arbeit Der Vertheidiger als processrechtliche Person, nach geltendem deutschen Recht zum Dr. jur. promoviert. Von 1898 bis 1912 war er Geheimer Oberfinanzrat im Finanzministerium in Darmstadt.
1912 wurde er Oberbürgermeister von Jena. Zu Beginn seiner Amtszeit forderte er die Carl-Zeiss-Stiftung auf, mehr Stiftungsmittel für die Belange der Stadt einzusetzen. 1914 bat er Ernst Haeckel, die angebotene Spende von 100 Mark zur Erstellung eines Lazarettzuges einzuzahlen.
Im Februar 1920 schlug er dem Gemeinderat vor, den Rechtsgelehrten Eduard Rosenthal die Ehrenbürgerwürde zu verleihen. Diesem Antrag wurde im Mai 1920 stattgegeben.
1920 bezeichnete er bei einer Grundsteinlegung auf dem Jenaer Landgraf den Friedensvertrag von Versailles als „Schmachfrieden“.
1921 war er unter anderem mit Max Fischer, Otto Unrein (dem ersten Rektor des Jenaer Lyzeums), Eugen Diederichs und Lulu von Strauß und Torney Mitgründer der „Gesellschaft der Freunde der Universität“, die bis 1922 etwa 1,7 Millionen Mark Spenden für den Bau eines Studentenheimes sammelte.
Theodor Fuchs war verheiratet mit Marie Fuchs (1862–1942). Sie hatten mehrere Kinder. Seine Tochter Bertha Fuchs (1892–1931) war die zweite Ehefrau des Geigers Gustav Havemann.